# Éderzito António Macedo Lopes
Éderzito António Macedo Lopes, bättre känd som Éder, född 22 december 1987 i Bissau, Guinea-Bissau, är en portugisisk före detta fotbollsspelare som spelade senast för saudiska Al-Raed. Han flyttade till Portugal från Guinea-Bissau när han var tonåring.
Éder spelade tidigare för Portugals landslag och han avgjorde EM-finalen 2016 mot Frankrike.

## Meriter

### Académica
- Portugisiska cupen: 2011/2012

### Braga
- Portugisiska Ligacupen: 2012/2013

### EM
EM-guld 2016